# Lijst van rijksmonumenten in het Scheepvaartkwartier
Dit is een lijst van rijksmonumenten in het Scheepvaartkwartier in Rotterdam Centrum. Er zijn 98 rijksmonumenten. Hieronder een overzicht.

## Veerhaven
| Object | Oorspronkelijke functie?  | Bouwjaar                       | Architect                                  | Locatie                      | Coördinaten?                  | Nr.?   | Afbeelding                                                 |
| --- | ------------------------- | ------------------------------ | ------------------------------------------ | ---------------------------- | ----------------------------- | ------ | ---------------------------------------------------------- |
| Scheepvaarthuis/kantoor Goudriaan | Handel en kantoor         | 1909 (bouw) 1948 (uitbreiding) | J.P. Stok Wzn. D. Roosenburg (uitbreiding) | Veerhaven 2                  | 51° 54' 28" NB, 4° 28' 38" OL | 513916 | Scheepvaarthuis/kantoor Goudriaan                          |
| Kon. Roei- en zeilver. 'De Maas' | Vergadering en vereniging | 1908                           | B. Hooykaas en M. Brinkman                 | Veerdam 1                    | 51° 54' 27" NB, 4° 28' 46" OL | 513912 | Meer afbeeldingen                                          |
| Pand met afgeronde hoek, drie verdiepingen en hoofdgestel met in het fries panelen, waarboven rijk geprofileerde kroonlijst. In 1910 van een nieuwe natuurstenen gevel voorzien | Werk-woonhuis             | derde kwart 19e eeuw           |                                            | Veerhaven 12A-C, 13A-B       | 51° 54' 25" NB, 4° 28' 41" OL | 32814  | Meer afbeeldingen                                          |
| Kantoorgebouw 'Van Uden' | Werk-woonhuis             | 1910 / 1915                    | J.H. de Roos en W.F. Overeijnder           | Veerhaven 14                 | 51° 54' 25" NB, 4° 28' 41" OL | 513913 | Meer afbeeldingen                                          |
| Dubbel herenhuis in Neo-Renaissancestijl | Woonhuis                  | 1891-1892                      | J. Verheul Dzn.                            | Westplein 9                  | 51° 54' 32" NB, 4° 28' 40" OL | 513904 | Dubbel herenhuis in Neo-Renaissancestijl                   |
| Representatief herenhuis in rijke Neo-Renaissancestijl | Woonhuis                  | 1891                           | T.L. Kanters                               | Westplein 11                 | 51° 54' 32" NB, 4° 28' 39" OL | 513905 | Representatief herenhuis in rijke Neo-Renaissancestijl     |
| Voormalig kantoor Rotterdamse Lloyd | Handel en kantoor         | 1907-1909                      |                                            | Veerhaven 7                  | 51° 54' 26" NB, 4° 28' 38" OL | 513910 | Meer afbeeldingen                                          |
| Pand met afgeronde hoek, drie verdiepingen en hoofdgestel met in het fries panelen, waarboven rijk geprofileerde kroonlijst                                                     | Handel en kantoor         | derde kwart 19e eeuw           |                                            | Calandstraat 2, Veerhaven 10 | 51° 54' 26" NB, 4° 28' 40" OL | 32735  | Meer afbeeldingen                                          |
| Dubbel bedrijfspand annex woonhuis in Neo-Renaissancestijl | Dienstwoning              | 1893                           | T.L. Kanters                               | Van Vollenhovenstraat 11A    | 51° 54' 36" NB, 4° 28' 39" OL | 513909 | Dubbel bedrijfspand annex woonhuis in Neo-Renaissancestijl |
| Westelijk Handelsterrein: herenhuis | Woonhuis                  | 1890                           |                                            | Van Vollenhovenstraat 15A    | 51° 54' 36" NB, 4° 28' 40" OL | 513900 | Westelijk Handelsterrein: herenhuis                        |
| Westelijk Handelsterrein: dubbele pakhuisreeks | Opslag                    | 1890                           |                                            | Van Vollenhovenstraat 15B    | 51° 54' 35" NB, 4° 28' 37" OL | 513901 | Westelijk Handelsterrein: dubbele pakhuisreeks             |
| Kantoorpand in expressionistische stijl | Handel en kantoor         | 1922                           |                                            | Van Vollenhovenstraat 62     | 51° 54' 34" NB, 4° 28' 45" OL | 513911 | Kantoorpand in expressionistische stijl                    |
| Bedrijfsverzamelgebouw "Atlantic Huis" | Handel en kantoor         | 1928-1930                      | P.G. Buskens                               | Westplein 51                 | 51° 54' 33" NB, 4° 28' 44" OL | 513903 | Meer afbeeldingen                                          |

## Het Park
| Object | Oorspronkelijke functie?  | Bouwjaar             | Architect                  | Locatie                    | Coördinaten?                  | Nr.?   | Afbeelding          |
| --- | ------------------------- | -------------------- | -------------------------- | -------------------------- | ----------------------------- | ------ | ------------------- |
| Standbeeld van Tollens. Bronzen standbeeld door Johan Theodor Stracke                                                                       | Tuin, park en plantsoen   | 1860                 | n.v.t.                     | Park bij Euromast          | 51° 54' 14" NB, 4° 28' 18" OL | 32802  | Meer afbeeldingen   |
| Herenhuis 'De Heuvel.' Buitenhuis met versierde deurpartij                                                                                  | Woonhuis                  | vroeg 19e eeuw       |                            | Baden Powelllaan 12        | 51° 54' 24" NB, 4° 28' 7" OL  | 32733  | Meer afbeeldingen   |
| Koetshuis met bovenwoning in eclectische trant. Gepleisterde gevels, open waranda op houten zuiltjes en gesneden versieringen in de zwikken | Bijgebouwen kastelen enz. | derde kwart 19e eeuw |                            | Baden Powelllaan 14        | 51° 54' 25" NB, 4° 28' 9" OL  | 32734  | Meer afbeeldingen   |
| Noorse Kerkje met leeszaal, pastorie en toegangshek                                                                                         | Kerk en kerkonderdeel     | 1914                 | A. Arneberg en M. Poulsson | Droogleever Fortuynplein 2 | 51° 54' 30" NB, 4° 28' 6" OL  | 513906 | Meer afbeeldingen   |
| Aaneengesloten halfronde rij van 15 herenhuizen in neo-renaissance stijl                                                                    | Woonhuis                  | 1888-1890            | J.C. van Wijk              | Koningin Emmaplein 3       | 51° 54' 37" NB, 4° 28' 33" OL | 513898 | Meer afbeeldingen   |
| Rij van vier herenhuizen in neo-renaissance stijl                                                                                           | Woonhuis                  | 1890                 |                            | Westzeedijk 92             | 51° 54' 38" NB, 4° 28' 33" OL | 513896 | Meer afbeeldingen   |
| Rij van vier herenhuizen in neo-renaissance stijl                                                                                           | Woonhuis                  | 1890                 |                            | Westzeedijk 102            | 51° 54' 37" NB, 4° 28' 29" OL | 513897 | Meer afbeeldingen   |
| Koetshuis Rozenlust | Bijgebouwen kastelen enz. | ca. 1890             |                            | Westzeedijk 110B           | 51° 54' 33" NB, 4° 28' 30" OL | 513908 | Koetshuis Rozenlust |
| Woonflat Westzeedijk | Appartementengebouw       | 1929                 | F.L. Lourijsen             | Westzeedijk 126a           | 51° 54' 35" NB, 4° 28' 24" OL | 513907 | Meer afbeeldingen   |

## Parklaan
| Object | Oorspronkelijke functie?  | Bouwjaar             | Architect                             | Locatie           | Coördinaten?                  | Nr.?   | Afbeelding                            |
| --- | ------------------------- | -------------------- | ------------------------------------- | ----------------- | ----------------------------- | ------ | ------------------------------------- |
| Koetshuis van Buitenplaats Schoonoord | Bijgebouwen kastelen enz. | ca. 1855             |                                       | Parklaan 15k2     | 51° 54' 29" NB, 4° 28' 28" OL | 513919 | Koetshuis van Buitenplaats Schoonoord |
| Park 'Schoonoord': boogbrug | Brug                      | 1926-1928            |                                       | Kievitslaan bij 8 | 51° 54' 32" NB, 4° 28' 24" OL | 513888 | Meer afbeeldingen                     |
| Park 'Schoonoord': park | Tuin, park en plantsoen   | 1860                 | J.D. Zocher                           | Kievitslaan 8     | 51° 54' 32" NB, 4° 28' 24" OL | 513889 | Park 'Schoonoord': park               |
| Park 'Schoonoord': tuinmanswoning | Dienstwoning              | 1860-1900            |                                       | Kievitslaan bij 8 | 51° 54' 32" NB, 4° 28' 25" OL | 513890 | Meer afbeeldingen                     |
| Park 'Schoonoord': toegangshek | Erfscheiding              | 1926-1928            |                                       | Kievitslaan bij 8 | 51° 54' 32" NB, 4° 28' 24" OL | 513891 | Meer afbeeldingen                     |
| Statige villa in Nieuw-Historiserende stijl | Woonhuis                  | 1926                 |                                       | Parklaan 17       | 51° 54' 29" NB, 4° 28' 24" OL | 513893 | Meer afbeeldingen                     |
| Toegangsbrug | Brug                      | 1926                 |                                       | Parklaan bij 17   | 51° 54' 29" NB, 4° 28' 24" OL | 513894 | Meer afbeeldingen                     |
| Kantoor Graan Elevator Mij. | Handel en kantoor         | 1909                 | M. Brinkman                           | Parklaan 8        | 51° 54' 28" NB, 4° 28' 37" OL | 513914 | Meer afbeeldingen                     |
| Representatief herenhuis in Neo-Lodewijk XVI-stijl | Woonhuis                  | 1910                 | A.W. Meyneken                         | Parklaan 14       | 51° 54' 28" NB, 4° 28' 36" OL | 513915 | Meer afbeeldingen                     |
| Gepleisterd herenhuis, met souterrain bel-etage en twee verdiepingen, getoogde vensters en rijke behandeling met ornamenten van stucwerk. Vormt een geheel met buurnummer 3  | Werk-woonhuis             | derde kwart 19e eeuw |                                       | Parklaan 1        | 51° 54' 31" NB, 4° 28' 37" OL | 32803  | Meer afbeeldingen                     |
| Gepleisterd herenhuis, met souterrain, bel-etage en twee verdiepingen, getoogde vensters en rijke behandeling met ornamenten van stucwerk. Vormt een geheel met buurnummer 1 | Werk-woonhuis             | derde kwart 19e eeuw |                                       | Parklaan 3        | 51° 54' 31" NB, 4° 28' 37" OL | 32804  | Meer afbeeldingen                     |
| Herenhuis, met gepleisterde gevels en hoger opgetrokken middenpartij, bekroond door een fronton                                                                              | Woonhuis                  | derde kwart 19e eeuw |                                       | Parklaan 9        | 51° 54' 31" NB, 4° 28' 35" OL | 32805  | Meer afbeeldingen                     |
| Buitenplaats Welgelegen | Woonhuis                  | derde kwart 19e eeuw |                                       | Parklaan 15I      | 51° 54' 30" NB, 4° 28' 30" OL | 32806  | Meer afbeeldingen                     |
| Parklaanflat: appartementengebouw met acht etagewoningen boven elkaar | Woonhuis                  | 1933                 | J.H. van den Broek en J. Uijterlinden | Parkstraat 2      | 51° 54' 26" NB, 4° 28' 33" OL | 46874  | Meer afbeeldingen                     |

## Westerkade
| Object | Oorspronkelijke functie? | Bouwjaar             | Architect                  | Locatie                                | Coördinaten?                  | Nr.?   | Afbeelding |
| --- | ------------------------ | -------------------- | -------------------------- | -------------------------------------- | ----------------------------- | ------ | --- |
| Kantoorgebouw "Westerkadehuis" | Handel en kantoor        | 1914-1916            | J.P. Stok Wzn. en G. Diehl | Westerkade 1A                          | 51° 54' 23" NB, 4° 28' 42" OL | 513917 | Meer afbeeldingen |
| Onderdeel van een reeks herenhuizen met aan de Westerkade een gepleisterde gevelwand in de trant van Rose. Aan de Javastraat eenvoudige lijstgevel                                                                                              | Woonhuis                 | 1855                 | P. Vermaas                 | Javastraat 2                           | 51° 54' 22" NB, 4° 28' 37" OL | 32773  | Meer afbeeldingen |
| Onderdeel van een reeks herenhuizen met aan de Westerkade een gepleisterde gevelwand in de trant van Rose. Aan de Javastraat eenvoudige lijstgevel                                                                                              | Woonhuis                 | 1855                 | P. Vermaas                 | Javastraat 4                           | 51° 54' 22" NB, 4° 28' 37" OL | 32774  | Meer afbeeldingen |
| Onderdeel van een reeks herenhuizen met aan de Westerkade een gepleisterde gevelwand in de trant van Rose. Aan de Javastraat eenvoudige lijstgevel                                                                                              | Woonhuis                 | 1855                 | P. Vermaas                 | Javastraat 6                           | 51° 54' 22" NB, 4° 28' 36" OL | 32775  | Meer afbeeldingen |
| Onderdeel van een reeks herenhuizen aan de Westerkade een gepleisterde gevelwand in de trant van Rose. Aan de Javastraat eenvoudige lijstgevel                                                                                                  | Woonhuis                 | 1855                 | P. Vermaas                 | Javastraat 8                           | 51° 54' 22" NB, 4° 28' 36" OL | 32776  | Meer afbeeldingen |
| Onderdeel van een reeks herenhuizen aan de Westerkade een gepleisterde gevelwand in de trant van Rose. Aan de Javastraat eenvoudige lijstgevel                                                                                                  | Woonhuis                 | 1855                 | P. Vermaas                 | Javastraat 10                          | 51° 54' 22" NB, 4° 28' 35" OL | 32777  | Meer afbeeldingen |
| Onderdeel van een reeks herenhuizen met aan de Westerkade een gepleisterde gevelwand in de trant van Rose. Aan de Javastraat eenvoudige lijstgevel                                                                                              | Woonhuis                 | 1855                 | P. Vermaas                 | Javastraat 12                          | 51° 54' 21" NB, 4° 28' 35" OL | 32778  | Meer afbeeldingen |
| Onderdeel van een reeks herenhuizen met aan de Westerkade een gepleisterde gevelwand in de trant van Rose. Aan de Javastraat eenvoudige lijstgevel                                                                                              | Woonhuis                 | 1855                 | P. Vermaas                 | Javastraat 14                          | 51° 54' 21" NB, 4° 28' 34" OL | 32779  | Meer afbeeldingen |
| Bakstenen pakhuis achter een doorlopende lijstgevel met hardstenen cordonbanden en getoogde vensters en deuren. Vormt een geheel met voorheen buurnummer Rivierstraat 1a-1b                                                                     | Opslag                   | derde kwart 19e eeuw |                            | Rivierstraat 1, 139                    | 51° 54' 22" NB, 4° 28' 31" OL | 32741  | Meer afbeeldingen |
| Onderdeel van een reeks pakhuizen. Lijstgevel met getoogde vensters en cordonlijsten | Handel en kantoor        | derde kwart 19e eeuw |                            | Calandstraat 40A-C                     | 51° 54' 23" NB, 4° 28' 33" OL | 32742  | Meer afbeeldingen |
| Onderdeel van een reeks pakhuizen. Lijstgevel met getoogde vensters en cordonlijsten | Handel en kantoor        | derde kwart 19e eeuw |                            | Calandstraat 38                        | 51° 54' 24" NB, 4° 28' 33" OL | 32743  | Meer afbeeldingen |
| Reeks bakstenen pakhuizen op de hoek van de Zeemanstraat achter een doorlopende lijstgevel met hardstenen cordonbanden en getoogde poorten en vensters in de benedenverdieping                                                                  | Handel en kantoor        | derde kwart 19e eeuw |                            | Calandstraat 14A-20, Zeemansstraat 2-6 | 51° 54' 25" NB, 4° 28' 38" OL | 32744  | Meer afbeeldingen |
| Pand met drie verdiepingen. Houten kroonlijst, rijk geprofileerd, waaronder in het fries panelen | Werk-woonhuis            | derde kwart 19e eeuw |                            | Calandstraat 4A-B                      | 51° 54' 26" NB, 4° 28' 40" OL | 32736  | Pand met drie verdiepingen. Houten kroonlijst, rijk geprofileerd, waaronder in het fries panelen                                                                           |
| Pand met drie verdiepingen. Rijk geprofileerde houten kroonlijst waaronder fries met panelen | Werk-woonhuis            | derde kwart 19e eeuw |                            | Calandstraat 6A-B                      | 51° 54' 25" NB, 4° 28' 39" OL | 32737  | Pand met drie verdiepingen. Rijk geprofileerde houten kroonlijst waaronder fries met panelen                                                                               |
| Pand met drie verdiepingen. Rijk geprofileerde houten kroonlijst waaronder fries met panelen. Winkelpui uit de bouwtijd | Werk-woonhuis            | derde kwart 19e eeuw |                            | Calandstraat 8A-B                      | 51° 54' 25" NB, 4° 28' 39" OL | 32738  | Meer afbeeldingen |
| Pand met drie verdiepingen. Rijk geprofileerde houten kroonlijst waaronder fries met panelen. Houten winkelpui uit de bouwtijd | Werk-woonhuis            | derde kwart 19e eeuw |                            | Calandstraat 10A-B                     | 51° 54' 25" NB, 4° 28' 39" OL | 32739  | Meer afbeeldingen |
| Pand, drie verdiepingen, rijk geprofileerde houten kroonlijst, waaronder fries met panelen | Woonhuis                 | derde kwart 19e eeuw |                            | Calandstraat 12A-B                     | 51° 54' 25" NB, 4° 28' 39" OL | 32740  | Meer afbeeldingen |
| Monumentaal pand met gepleisterde benedenverdieping en bakstenen verdiepingen met hardstenen cordonbanden. Kroonlijst met klossen | Woonhuis                 | derde kwart 19e eeuw |                            | Zeemansstraat 7A                       | 51° 54' 23" NB, 4° 28' 37" OL | 32852  | Meer afbeeldingen |
| Pand met hoge benedenverdieping met insteek en twee bovenverdiepingen. Gepleisterde pui met pilasters en lijsten; bakstenen bovengevel met geprofileerde vensteromlijstingen, houten kroonlijst en attiek                                       | Werk-woonhuis            | derde kwart 19e eeuw |                            | Zeemansstraat 8A                       | 51° 54' 24" NB, 4° 28' 38" OL | 32853  | Meer afbeeldingen |
| Pand met gepleisterde lijstgevel. Geprofileerde vensteromlijstingen en cordonlijst boven de onderpui | Woonhuis                 | derde kwart 19e eeuw |                            | Zeemansstraat 10                       | 51° 54' 24" NB, 4° 28' 38" OL | 32854  | Meer afbeeldingen |
| Pand met gepleisterde lijstgevel. Geprofileerde vensteromlijstingen en cordonlijst boven de onderpui | Woonhuis                 | derde kwart 19e eeuw |                            | Zeemansstraat 12                       | 51° 54' 23" NB, 4° 28' 38" OL | 32855  | Meer afbeeldingen |
| Pand met gepleisterde lijstgevel. Geprofileerde vensteromlijstingen en cordonlijst boven de onderpui | Woonhuis                 | derde kwart 19e eeuw |                            | Zeemansstraat 14                       | 51° 54' 23" NB, 4° 28' 39" OL | 32856  | Meer afbeeldingen |
| Pand met gepleisterde lijstgevel. Geprofileerde vensteromlijstingen en cordonlijst boven de onderpui | Woonhuis                 | derde kwart 19e eeuw |                            | Zeemansstraat 16                       | 51° 54' 23" NB, 4° 28' 39" OL | 32857  | Meer afbeeldingen |
| Bakstenen pakhuizen achter een doorlopende lijstgevel met hardstenen cordonbanden en getoogde vensters en deuren. Vormt een geheel met voorheen buurnummer Calandstraat 46                                                                      | Opslag                   | derde kwart 19e eeuw |                            | Rivierstraat 1                         | 51° 54' 22" NB, 4° 28' 31" OL | 32807  | Bakstenen pakhuizen achter een doorlopende lijstgevel met hardstenen cordonbanden en getoogde vensters en deuren. Vormt een geheel met voorheen buurnummer Calandstraat 46 |
| Onderdeel van een reeks pakhuizen. Lijstgevel met getoogde vensters en cordonlijsten | Opslag                   | derde kwart 19e eeuw |                            | Rivierstraat 2                         | 51° 54' 22" NB, 4° 28' 33" OL | 32808  | Meer afbeeldingen |
| Onderdeel van een reeks pakhuizen. Lijstgevel met getoogde vensters en cordonlijsten | Opslag                   | derde kwart 19e eeuw |                            | Rivierstraat 4                         | 51° 54' 22" NB, 4° 28' 33" OL | 32809  | Meer afbeeldingen |
| Onderdeel van een reeks pakhuizen. Lijstgevel met getoogde vensters en cordonlijsten | Opslag                   | derde kwart 19e eeuw |                            | Rivierstraat 6A                        | 51° 54' 22" NB, 4° 28' 33" OL | 32810  | Meer afbeeldingen |
| Onderdeel van een reeks pakhuizen. Lijstgevel met getoogde vensters en cordonlijsten | Opslag                   | derde kwart 19e eeuw |                            | Rivierstraat 8                         | 51° 54' 21" NB, 4° 28' 34" OL | 32811  | Meer afbeeldingen |
| Onderdeel van een reeks pakhuizen. Lijstgevel met getoogde vensters en cordonlijsten | Opslag                   | derde kwart 19e eeuw |                            | Rivierstraat 280-286                   | 51° 54' 21" NB, 4° 28' 34" OL | 32812  | Meer afbeeldingen |
| Groep van twee belendende kantoorpanden met twee bijbehorende herenhuizen | Handel en kantoor        | 1908, 1911 en 1930   |                            | Calandstraat 5                         | 51° 54' 26" NB, 4° 28' 37" OL | 513902 | Meer afbeeldingen |
| Herenhuis op de hoek van de Zeemanstraat, met gepleisterd souterrain en drie verdiepingen. Geprofileerde cordonlijsten en kroonlijsten met consoles                                                                                             | Werk-woonhuis            | derde kwart 19e eeuw |                            | Westerkade 10A                         | 51° 54' 23" NB, 4° 28' 40" OL | 32824  | Meer afbeeldingen |
| Met de nrs 22-23 a-b, 24-25-26 a-b als een monumentaal geheel opgevatte reeks panden, in eclectische trant in pleiter gebosseerde parterre, vensters met stucversieringen, geblokte hoekkettingen en pilasters en attiek op de kroonlijst       | Werk-woonhuis            | derde kwart 19e eeuw |                            | Westerkade 20                          | 51° 54' 20" NB, 4° 28' 33" OL | 32825  | Meer afbeeldingen |
| Met de nrs 20-21-23 a-b, 24-25-26 a-b als een monumentaal geheel opgevatte reeks panden, in eclectische trant met in pleister gebosseerde parterrevensters met stucversieringen, geblokte hoekkettingen in pilasters en attiek op de kroonlijst | Werk-woonhuis            | derde kwart 19e eeuw |                            | Westerkade 22                          | 51° 54' 20" NB, 4° 28' 33" OL | 32826  | Meer afbeeldingen |
| Met de nrs 20-21-22-24-25-26 a-b als een monumentaal geheel opgevatte reeks panden, in eclectische trant met in pleister gebosseerde parterrevensters met stucversieringen, geblokte hoekkettingen en pilasters en attiek op de kroonlijst      | Werk-woonhuis            | derde kwart 19e eeuw |                            | Westerkade 23A                         | 51° 54' 19" NB, 4° 28' 33" OL | 32827  | Meer afbeeldingen |
| Met de nrs 20-21-22-23 a-b als een monumentaal geheel opgevatte reeks panden, in eclectische trant met in pleister gebosseerde parterre, vensters met stucversieringen, geblokte hoekkettingen en pilasters en attiek op de kroonlijst          | Werk-woonhuis            | derde kwart 19e eeuw |                            | Westerkade 24                          | 51° 54' 20" NB, 4° 28' 32" OL | 32828  | Meer afbeeldingen |

## Willemskade
| Object | Oorspronkelijke functie?  | Bouwjaar             | Architect | Locatie           | Coördinaten?                  | Nr.?  | Afbeelding |
| --- | ------------------------- | -------------------- | --------- | ----------------- | ----------------------------- | ----- | --- |
| Monumentaal hoekpand met cordonlijsten, houten kroonlijst en risalieten met gekoppelde boogvensters en balcons op consoles | Werk-woonhuis             | derde kwart 19e eeuw |           | Willemskade 19    | 51° 54' 31" NB, 4° 28' 52" OL | 32793 | Meer afbeeldingen |
| Pand, met drie verdiepingen en bakstenen lijstgevel met risalieten, cordonbanden en balcons op consoles | Werk-woonhuis             | derde kwart 19e eeuw |           | Willemskade 20    | 51° 54' 30" NB, 4° 28' 51" OL | 32845 | Pand, met drie verdiepingen en bakstenen lijstgevel met risalieten, cordonbanden en balcons op consoles                                                                |
| Pand, met drie verdiepingen en bakstenen lijstgevel me risalieten, cordonbanden en balcons op consoles | Werk-woonhuis             | derde kwart 19e eeuw |           | Willemskade 20    | 51° 54' 30" NB, 4° 28' 51" OL | 32846 | Meer afbeeldingen |
| Gebouw van de voormalige Jachtclub, thans etnografisch museum. Monumentaal hoekpand, met gepleisterde lijstgevels, risalieten, boogvensters, doorlopende balcons met gietijzeren hekken en consoles. Torenvormig opgevatte ronde hoekpartij, bekroond door een klokkentorentje | Vergadering en vereniging | derde kwart 19e eeuw |           | Willemskade 25A   | 51° 54' 29" NB, 4° 28' 50" OL | 32847 | Meer afbeeldingen |
| Gepleisterd hoekpand. Vensters met hoofdgestellen, boogfries onder de kroonlijst | Woonhuis                  | derde kwart 19e eeuw |           | Veerkade 1        | 51° 54' 31" NB, 4° 28' 46" OL | 32815 | Meer afbeeldingen |
| Linker gedeelte van een negen vensterassen breed pand, met kroonlijst en, voor de bel-etage een balcon op consoles met gietijzeren hek | Woonhuis                  | derde kwart 19e eeuw |           | Veerkade 2        | 51° 54' 31" NB, 4° 28' 45" OL | 32816 | Meer afbeeldingen |
| Rechter gedeelte van een negen vensterassen breed pand, met kroonlijst en, voor de bel-etage, een balcon op consoles met gietijzeren hek | Woonhuis                  | derde kwart 19e eeuw |           | Veerkade 3        | 51° 54' 30" NB, 4° 28' 45" OL | 32817 | Meer afbeeldingen |
| Gepleisterd hoekpand, met kroonlijst, waaronder rondboogfries, vensters met hoofdgestellen en balcons op consoles met hekken, versierd met neogotische vierpasmotieven | Woonhuis                  | derde kwart 19e eeuw |           | Veerkade 5        | 51° 54' 30" NB, 4° 28' 46" OL | 32818 | Gepleisterd hoekpand, met kroonlijst, waaronder rondboogfries, vensters met hoofdgestellen en balcons op consoles met hekken, versierd met neogotische vierpasmotieven |
| Pand, onderdeel van een reeks herenhuizen, gebouwd in een gebogen rooilijn. Bakstenen lijstgevel. Balcon op consoles en met gietijzeren balustrade | Werk-woonhuis             | derde kwart 19e eeuw |           | Veerkade 6        | 51° 54' 30" NB, 4° 28' 47" OL | 32819 | Pand, onderdeel van een reeks herenhuizen, gebouwd in een gebogen rooilijn. Bakstenen lijstgevel. Balcon op consoles en met gietijzeren balustrade                     |
| Pand, onderdeel van een reeks herenhuizen, gebouwd in een gebogen rooilijn. Bakstenen lijstgevel. Balcon op consoles en met gietijzeren balustrade | Werk-woonhuis             | derde kwart 19e eeuw |           | Veerkade 7        | 51° 54' 30" NB, 4° 28' 48" OL | 32820 | Meer afbeeldingen |
| Pand, onderdeel van een reeks herenhuizen gebouwd in een gebogen rooilijn. Bakstenen lijstgevel. Balcon op consoles en met gietijzeren balustrade | Werk-woonhuis             | derde kwart 19e eeuw |           | Veerkade 8A       | 51° 54' 30" NB, 4° 28' 48" OL | 32821 | Pand, onderdeel van een reeks herenhuizen gebouwd in een gebogen rooilijn. Bakstenen lijstgevel. Balcon op consoles en met gietijzeren balustrade                      |
| Pand, onderdeel van een reeks herenhuizen, gebouwd in een gebogen rooilijn. Bakstenen lijstgevel. Balcon op consoles en met gietijzeren balustrade | Werk-woonhuis             | derde kwart 19e eeuw |           | Veerkade 8B       | 51° 54' 30" NB, 4° 28' 48" OL | 32822 | Pand, onderdeel van een reeks herenhuizen, gebouwd in een gebogen rooilijn. Bakstenen lijstgevel. Balcon op consoles en met gietijzeren balustrade                     |
| Pand, onderdeel van een reeks herenhuizen, gebouwd in een gebogen rooilijn. Bakstenen lijstgevel. Balcon op consoles en met gietijzeren balustrade | Werk-woonhuis             | derde kwart 19e eeuw |           | Veerkade 9        | 51° 54' 29" NB, 4° 28' 48" OL | 32823 | Pand, onderdeel van een reeks herenhuizen, gebouwd in een gebogen rooilijn. Bakstenen lijstgevel. Balcon op consoles en met gietijzeren balustrade                     |
| Herenhuis, bestaande uit souterrain, bel-etage en verdieping. De vensters van de verdieping hebben geprofileerde omlijstingen en hoofdgestellen op consoles | Woonhuis                  | derde kwart 19e eeuw |           | Westerstraat 29   | 51° 54' 33" NB, 4° 28' 48" OL | 32837 | Meer afbeeldingen |
| Gepleisterd hoekpand, met kroonlijst, waarboven attiek. Balcons op consoles en met neogotische balustrades, versierd met vijf assen | Woonhuis                  | derde kwart 19e eeuw |           | Westerstraat 42   | 51° 54' 32" NB, 4° 28' 48" OL | 32838 | Meer afbeeldingen |
| Herenhuis met eenvoudige bakstenen lijstgevel. Vormt een geheel met het buurnummer 46 | Woonhuis                  | derde kwart 19e eeuw |           | Westerstraat 44   | 51° 54' 32" NB, 4° 28' 48" OL | 32839 | Meer afbeeldingen |
| Herenhuis met eenvoudige bakstenen lijstgevel. Vormt een geheel met het buurnummer 44 | Werk-woonhuis             | derde kwart 19e eeuw |           | Westerstraat 46   | 51° 54' 32" NB, 4° 28' 47" OL | 32840 | Meer afbeeldingen |
| Linker gedeelte van een pand, bestaande uit twee herenhuizen. Eenvoudige, bakstenen lijstgevel. Balcon op consoles en met neogotische balustrade, versierd met vijfpassen | Woonhuis                  | derde kwart 19e eeuw |           | Westerstraat 48   | 51° 54' 32" NB, 4° 28' 47" OL | 32841 | Meer afbeeldingen |
| Rechter gedeelte van een pand, bestaande uit twee herenhuizen. Eenvoudige, bakstenen lijstgevel. Balcon op consoles en met neogotische balustrade, versierd met vijfpassen | Werk-woonhuis             | derde kwart 19e eeuw |           | Westerstraat 50   | 51° 54' 32" NB, 4° 28' 47" OL | 32842 | Meer afbeeldingen |
| Herenhuis, met eenvoudige, bakstenen lijstgevel | Woonhuis                  | derde kwart 19e eeuw |           | Westerstraat 52   | 51° 54' 31" NB, 4° 28' 46" OL | 32843 | Meer afbeeldingen |
| Pand met eenvoudige lijstgevel | Werk-woonhuis             | derde kwart 19e eeuw |           | Maasstraat 3      | 51° 54' 32" NB, 4° 28' 49" OL | 32786 | Meer afbeeldingen |
| Pand met eenvoudige lijstgevel | Werk-woonhuis             | derde kwart 19e eeuw |           | Maasstraat 5      | 51° 54' 32" NB, 4° 28' 50" OL | 32787 | Meer afbeeldingen |
| Pand met eenvoudige lijstgevel | Werk-woonhuis             | derde kwart 19e eeuw |           | Maasstraat 7      | 51° 54' 32" NB, 4° 28' 50" OL | 32788 | Meer afbeeldingen |
| Pand met eenvoudige lijstgevel | Werk-woonhuis             | derde kwart 19e eeuw |           | Maasstraat 11     | 51° 54' 31" NB, 4° 28' 50" OL | 32789 | Meer afbeeldingen |
| Pand met eenvoudige lijstgevel | Werk-woonhuis             | derde kwart 19e eeuw |           | Maasstraat bij 11 | 51° 54' 31" NB, 4° 28' 50" OL | 32790 | Meer afbeeldingen |
| Pand met eenvoudige lijstgevel | Werk-woonhuis             | derde kwart 19e eeuw |           | Maasstraat 15     | 51° 54' 31" NB, 4° 28' 51" OL | 32791 | Meer afbeeldingen |
| Pand met eenvoudige lijstgevel | Werk-woonhuis             | derde kwart 19e eeuw |           | Maasstraat 17A-B  | 51° 54' 31" NB, 4° 28' 51" OL | 32792 | Meer afbeeldingen |

## Beschermde gezichten
- Rijksbeschermd gezicht Rotterdam - Scheepvaartkwartier